# Архијерејско намјесништво дервентско
Архијерејско намјесништво дервентско чини одређени број црквених општина и парохија Епархије зворничко-тузланске Српске православне цркве, под надзором архијерејског намесника са седиштем у Дервенти.
Архијерејско намјесништво Дервентско је до 1932. године било у саставу, прво Бањалучко-бихаћке митрополије, а потом епархије Бањалучке. Уставом СПЦ те године ово намјесништво припало је Епархији зворничко-тузланској.
Према последњој регулацији Епархије зворничко-тузланске од 18. септембра 2013. године ово архијерејско намјесништво чине: 34 црквенe општинe и 21 парохија, 15 парохијских и 49 филијаних храмова, те 3 манастира и један манастирски метох.

## Парохије
- Брестовачка парохија Брестово,[1] чини је села Брестово, Митровићи и Цвртковци.

Црква Покрова Пресвете Богородице у Брестову - градња цркве је трајала од 1989. до 1997. године. Храм је освештао епископ зворничко-тузлански г. Василије, 14. октобра исте године.
- Брод 1. парохија Брод,[2] чини је делови Брода и то улице: Светог Саве, Шеталиште Душка Трифуновића, Иве Андрића, Змај Јове Јовановића, Острве, Трг цара Душана, Др Јована Рашковића, Вука Караџића, Петра Прерадовића, Укринска, Каменичка, Солунских добровољаца, Озренска, Бродског батаљона, Равногорска, Војводе Момчила Ђујића, Полојска, Стадионска, Илије Гарашанина, Крајишких бригада, Мајке Југовића, Исидоре Секулић, Ђачка, Краља Петра I Ослободиоца, Трг патријарха Павла, Хајдук-Вељкова и Српских јунака.

Црква Покрова Пресвете Богородице у Броду - градња храма почела је 1999. године према пројекту Бироа „Дата-пројект” из Бање Луке. Нови храм грађен је на темељима старог храма, који су порушиле 1992. године Хрватске оружане снаге.  Стари храм у Броду освештао је 14. октобра 1890. године митрополит Дионисије II Илијевић. Грађевински радови завршени су 2009. године, а храм је освештао 29. августа 2009. године. Освештао га је епископ зворничко-тузлански Василије.
- Брод 2. парохија Брод,[3] чини је делови Брода и то улице: Доситеја Обрадовића, Војводе Радомира Путника, Гаврила Принципа, Десанке Максимовић, Југ-Богдана, Косовска, Семберијска, Војводе Степе Степановића, Цара Лазара, Светих Ћирила и Методија, Марије Бурсаћ, Војводе Живојина Мишића, Бранка Радичевића, Ђенерала Драже, Петра Кочића, Мајке Јевросиме, Проте Матије Ненадовића, Алексе Шантића, Радојке Лакић, Бранислава Нушића, Михајла Пупина, Петра Петровића Његоша, Краља Петра I Ослободиоца, Првог српског батаљона, Пилота Бранка Пјанића, 1. маја, Жртава усташког терора, Крајишких бригада, 3. марта, 9. маја, Видовданска, Јована Дучића, 26. августа, Шеталиште Душка Трифуновића, Скеле, Савска обала.

Црква Покрова Пресвете Богородице у Броду
- Брод 3. парохија Брод,[4] чини је делови Брода и то улице: Крајишких бригадa, БранкаЋопића, Војводе Живојина Мишића, Посавска, Љутице Богдана, Лазе Лазаревића, Војислава Илића, Владимира Роловића, Карађорђа Петровића, Милана Ракића, Стевана Сремца, Николе Тесле, Петра Петровића Његоша, Београдска, Вучијачка, Стевана Синђелића, 20. априла, Хајдук-Станкова, Стевана Немање, Др Јована Рашковића, Светог Саве, Трг патријарха Павла, Краља Петра I Ослободиоца, Мајке Југовића, Стадионска, Ђуре Јакшића, Саве Ковачевића, Саве Ковачевића-огранак 1, Саве Ковачевића-огранак 2, Саве Ковачевића-огранак 3, Саве Ковачевића-огранак 4, Саве Ковачевића-огранак 5, Саве Ковачевића-огранак 6, Бранка Ковачевића, Вука Караџића, Бродског батаљона, Коридор живота 92, Српских бораца, Светозара Ћоровића, 12 беба, Меше Селимовића, Свилајска, Слађане Кобас - 13. звјездице и Милана Тепића.

Црква Покрова Пресвете Богородице у Броду
- Вишћанска парохија Винска,[5] чини је села: Винска, Унка, Доња и Горња Врела, Грк, Доњи и Горњи Клакари, Велика и Мала Брусница

Црква Рођења Пресвете Богородице у Винској - градња је почела 1929. године, по пројекту који је урађен и издат у Београду 1929. године (пронађен је и сачуван дио пројектне документације). Градња је завршена 1936. године, када је храм освештао епископ зворничко-тузлански Нектарије Круљ. Током Одбрамбено-отаџбинског рата храм је 1992. године запаљен и оштећен од регуларне војске Републике Хрватске. Делимично је обновљен 1993. године. Од 2008. до 2016. године храм је генерално обновљен.
- Дервента 1. парохија Дервента,[6] чине је области: Центар, Гаковац, Рабић, Тетима и Костур, у којој се налазе улице: Првог маја, Осмог марта, Вељка Миланковића, Владе Шупута, Војводе Путника, Вука Караџића, Дервентских ослободилаца, Десанке Максимовић, Ђенерала Драже, Јована Дучића, Карађорђева, Колубарска, Костур, Краља Петра Првог, Крфска, Љубе Радића, Мајора Тепића, Милоша Обилића, Милунке Савић, Николе Тесле, Новака Пиваша, Одред Војвода Мишић, Озренска, Опленачка, Осињска, Патријарха Дожића, Поп Јовичина, Радничка, Рабић, Раде Кондића, Славка Симића, Славка Родића, Солунска, Стојана Јанковић, Стевана Немање, Студеничка, Тетима, Трг ослобођења, Трг православља, Триве Вујића, Трн, Хајдук Вељка, Цара Лазара, и Чика Јове Змаја.

Саборна црква Успења Пресвете Богородице у Дервенти - градња храма почела је 9. маја 1994. године. Темеље храма освештао је 28. августа 1996. године епископ зворничко-тузлански г. Василије. Грађевински радови завршени су у августу 2010. године и 29. августа 2010. године, цркву је освештао надлежни архијереј Василије, уз саслужење епископа: сремског Василија, банатског Никанора, славонског Саве и захумско-херцеговачког Григорија.
- Дервента 2. парохија Дервента,[7] чине је области: Чардак, Жировине, Јасиковача и Кинеска четврт, у којој се налазе улице: Вуковарска, Гаврила Принципа, Петра Мећаве, Првог маја, Јасиковача, Косовских јунака, Милоша Вујаковића, Петра Кочића, Марије Бурсаћ, Његошева, Равногорска, др Младена Стојановића и Дервентских ослободилаца.

Саборна црква Успења Пресвете Богородице у Дервенти
- Дервента 3. парохија Дервента,[8] чине је области: Српска Варош, Кинеска четврт, Поточани, Џелињак и Кукавице, у којој се налазе улице: Деветог маја, Владике Николаја Велимировића, Војводе Петра Бојовића, Ђенерала Драже, Занатска, Марка Краљевића, Војводе Мишића, Озренска, Патријарха Дожића, Таковска, Цара Душана, 53. дивизије, 5. козарачке бригаде, Симе Шолаје, Омладинска, Јеврејска, Церска, Браће Југовића, Триве Вујића, Краља Петра Првог, Јована Дучића, 1. маја, Др Младена Стојановића, Његошева, Милована Бјелошевића Белог, Шантићева, Дубичка, Жељезничка и Поточани.

Саборна црква Успења Пресвете Богородице у Дервенти
- Дервента 1. парохија Ново Насеље, Дервента,[9] чине је области: Луг (десном страном магистралног пута из правца Прњавора) Ново Насеље, Омерагићи, Нови Лужани и Сајмиште, у којој се налазе улице: Српске војске, 16. крајишке бригаде, 19. априла, Иве Андрића, Спортска, Триве Вујића, Танаска Рајића, Рибарска, Стевана Синђелића, Меше Селимовића, Милоша Црњанског, Николе Пашића, Војводе Степе, Прњаворска, Укринска, Доситеја Обрадовића, Видовданска, Васе Пелагића, Бранка Ћопића, Косовке дјевојке, Филипа Вишњића, Бранислава Нушића, Бранка Радичевића, Прњаворска и Книнска.

Храм Преображења Господњег у Дервенти - градња храма почела је у августу 2015. године. Темеље је освештао епископ зворничко-тузлански Хризостом 22. новембра 2015. године. Крст на храму подигнут је 24. септембра 2016. године.
- Дервента 2. парохија Ново Насеље, Дервента,[10] чине је области: Луг (лијевом страном магистралног пута из правца Прњавора) и Сајмиште у којој се налазе улице: Српске војске, Книнска, Светог Саве, 16. крајишке бригаде, Куљеновачки сокак, те села: Пјеваловац, Куљеновци, Агићи, и Мишковци.

Храм Преображења Господњег у Дервенти
- Дугопољска парохија Дуго Поље,[11] чини је села: Календеровци, Горњи Детлак и Дријен.

Црква Вазнесења Господњег у Дугом Пољу - градња храма почела је 1966. године, а завршена 1976. године. Цркву је исте године освештао надлежни архијереј Лонгин Томић. На месту данашње цркве постојао је старија богомоља саграђена 1850. године од цигле и дрвета. Био је покривен храстовом даском (шиндром). Његове димензије биле су идентичне садашњем храму. Дограђен је 1892. године дрвени звоник од храстовине. Храм је 1922. наново покривен црепом и у њему су вршена богослужења до 1965. године, када је разграђен и покренута је изградња данашње цркве.
- Календеровачка парохија Календеровци,[12] чине је села: Календеровци, Горњи Детлак и Дријен.

Црква Светог цара Константина и царице Јелене у Календеровцима - Пре постојеће цркве постојао је старији храм из 1936. године, који је због трошности порушен 80-тих година 20. века. Поред њега је 1988. године почела градња садашњега храма. Градња овог храма одвијала се уз многе муке и тегобе, касније су ратна дешавања на простору БиХ  учинила да се градња потпуно заустави. Црква је довршена 2003. године, а освештао га је 13. јула исте године надлежни архијереј Василије.
- Лијешћанска парохија Лијешће,[13] чине је у граду Броду улице Српских јунака и Колибарски пут, те села Лијешће и Полој.

Црква Пресвете Тројице у Лијешћу - саграђена је крајем 2000. године. Цркву је освештао 17. априла 2001. епископ зворничко-тузлански Василије. На месту данашњег храма налазио се богомоља из 1868. године, који су минирале Хрватске оружане снаге у мају 1992. године. О овом храму нема сачуваних података, јер су све књиге уништене у Одбрамбено-отаџбинском рату (1992—1995).
- Лужанска парохија Босански Лужани,[14] чине је села: Босански Лужани, Нови Лужани, Костреш, Поље, Кулина, Беглуци, Збориште, Горња Барица и Доња Барица.

Црква Свих светих у Лужанима - Градња је почела 2000. године, а завршен 2005. године. Исте године 31. јула освештао га је надлежни архијереј Василије. Првобитни храм грађен је од 1978. до 1982. године. Освештао га је 19. септембра 1982. године епископ зворничко-тузлански Василије. Цркву је порушила Хрватска војска у мају 1992. године.
- Лупљаничка парохија Доња Лупљаница,[15] чине је села: Горња и Доња Лупљаница, Бишња, Рапћани, Осојци и Доњи Детлак.

Црква Светог Василија Острошког Чудотворца у Доњој Лупљаници - темељи цркве су освештани 1999. године на земљишту које је даровао Раде Поповић. Освећење је извршено 20. маја 2001. године од стране епископа зворничко-тузланског Василија, за вријеме протојереја-ставрофора Драгана Каиновића.
- Мајевачка парохија Мајевац[16] чине је села: Мајевац, Горњи Мајевац, Ритешић, Доњи Божинци, Шешлије и Трњани.

Црква Покрова Пресвете Богородице у Мајевцу - Градња је почела 1936. године, а завршена 1963. године и те године храм је освештао епископ зворничко-тузлански Лонгин Томић. Током Одбрамбено-отаџбинског рата (1992-1995) храм је гранатирала Хрватска војска и том приликом оштећен је звоник.
- Осиња 1. парохија Осиња,[17] чине је село Осиња (без југоистичног дела) и село Горњи Церани.

Црква Светог Пантелејмона у Осињу - градња је завршена 1964. године, а исте године храм је освештао епископ зворничко-тузлански Лонгин Томић. Предање памти цркву брвнару из турског времена, која је била подигнута на земљишту фамилије Новић, на месту данашњег храма.
- Осиња 2. парохија Осиња,[18] чине је села Осиња, Црнча и Јелањска.

Црква Светог Пантелејмона у Осињу
- Подновљанска парохија Подновље,[19] чине је села: Подновље, Глоговица, Горњи Вишњик и Буковица.

Црква Преображења Господњег у Подновљу - грађена је у периоду од 1987. до 1991. године. Након завршене градње храм је освештао 1991. године исти епископ зворничко-тузлански Василије. Током Одбрамбено-отаџбинског рата храм је оштећен 8. маја 1992. године гранатом коју су испалиле хрватске војне јединице из Славонског Клакара, да би био обновљен 1999. године.
- Појежњанска парохија Појезна,[20] чине је села Појезна и Доњи Церани.

Црква Светог великомученика кнеза Лазара у Појезни - градња је почела 1964. године. Пројекат за храм израдио је „Пројектбиро” из Славонског Брода. Грађевински радови завршени су у пролеће 1968. године, а храм је освештао 26. јуна 1968. године епископ зворничко-тузлански Лонгин Томић.
- Сочаничка парохија Велика Сочаница,[21] чине је села: Велика Сочаница, Мала Сочаница и Мишинци.

Црква Вазнесења Господњег у Великој Сочаници - градња је почела 1922. године, а завршена 1934. године. Храм је освештао епископ зворничко-тузлански Нектарије Круљ, 1936. године. Ктитор храма је Бранко Шешлија, трговац из Јоховца. Током Другог свјетског рата храм није паљен нити скрнављен. У Одбрамбено-отаџбинском рату (1992—1995) село Велика Сочаница, гранатирана је из правца Цер-Мишинци и Мајић Брдо-Дажница (мај-јун 1992). Храм није директно погођен, већ само школа у близини храма. Обнављање и уређење храма обављени су у три наврата: 1952-1953, 1986-1990. и 1999–2000. године.

#### Списак православних вјерских објеката и мјеста у коме се налазе
| Ред. бр. | Име православног вјерског објекта          | Мјјесто  |
| -------- | ------------------------------------------ | -------- |
| 1.       | Храм Успења Пресвете Богородице у Дервенти | Дервента |
| 2.       | Храм Преображења Господњег у Дервенти      | Дервента |